# Аралия сердцевидная
Аралия сердцевидная (лат. Arália cordata) —  многолетнее травянистое растение, вид рода Аралия (Aralia) семейства Аралиевые (Araliaceae).

## Распространение и экология
В природе ареал вида охватывает Сахалин, Курильские острова, Японию, восточные провинции Китая, Корею и Тайвань.
Произрастает в лесах на осветлённых местах, по опушкам, на горных склонах.

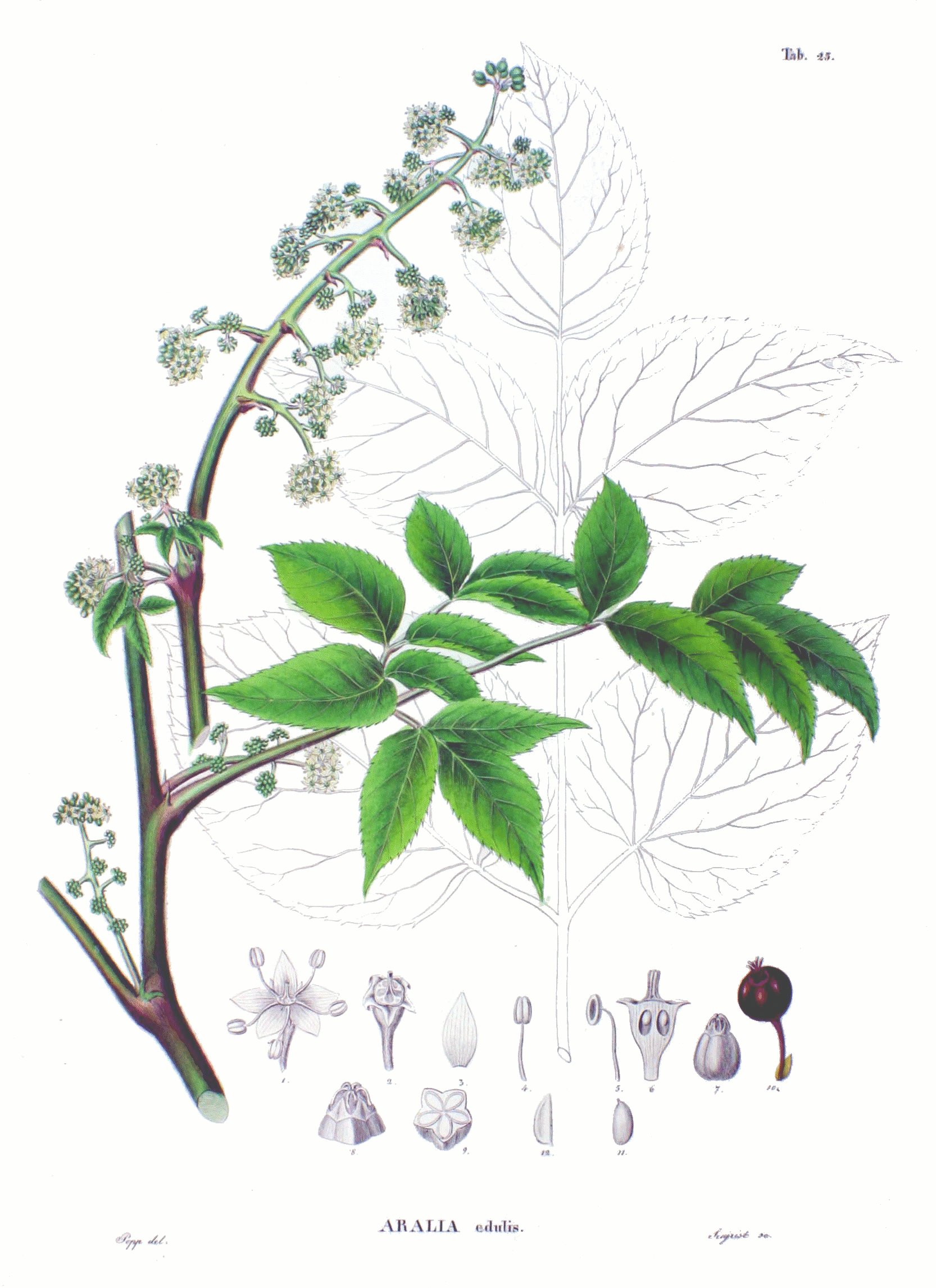

## Ботаническое описание

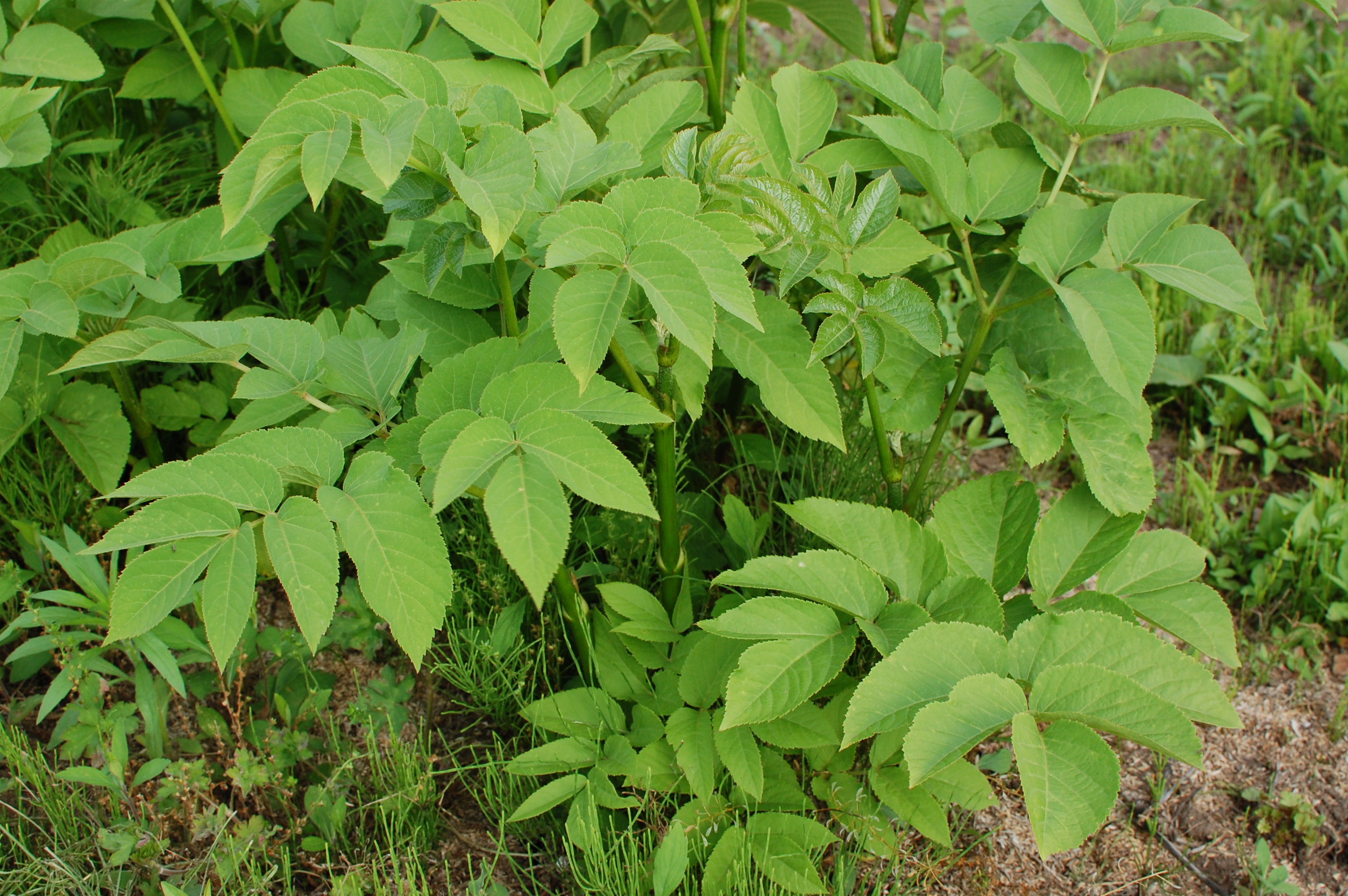
Листья.

Многолетнее высокое травянистое растение высотой до 1,25 м. Стебель простой, не ветвящийся, с самого начала почти голый. Корень толстый, мясистый, ароматический.
Листья крупные, длиной до 50 см, на длинных черешках, дважды- или, реже, триждыперисто-сложные, из непарноперистых трёх—пяти нижних сложных долей, состоящих из трёх—пяти листочков и 2—3 пар простых листочков в верхней части листа. Листочки длиной до 20 см и шириной 9 (до 12) см, на коротких, длиной 1,5—5 (до 10) мм черешочках, продолговато-яйцевидные, реже почти эллиптические, верхушечные чаще более широкие, с округло-усечённым или сердцевидным, нередко неравнобоким основанием, кверху постепенно заострённые и вытянутые в остроконечие, сверху тёмно-зелёные, снизу более светлые. Края с острыми простыми и частью надрезанными зубцами.
Соцветие крупное, длиной до 45—55 см, верхушечное, метельчатое, сопровождается небольшими добавочными соцветиями в виде простой кисти из 5—9 зонтиков, выходящими из пазух верхних листьев. Главное соцветие негустое, маловетвистое, обычно не развивающее осей выше третьего порядка; верхние оси второго порядка обычно образуют на вершине зонтик из 3—5 лучей, остальные расположены в очередном порядке расставленно, на расстоянии 2—5 см друг от друга, частью сдвинуты попарно. Кроме верхушечного зонтика обоеполых цветков, оси второго порядка нередко несут ещё 1—2, реже 3, боковых зонтика, большей частью состоящих из тычиночных цветков. Цветоножки обоеполых цветков длиной 7—14 (до 16) мм, тычиночных — 1,5—7 мм. Чашечка из пяти маленьких острых треугольных зубцов; лепестки треугольно-овальные, до почти ланцетных, длиной 2,25—2,5 мм. Тычинки длиннее лепестков, с широко эллиптическими пыльниками.
Плоды чёрные, мелкие, диаметром 3—4 мм.
Цветёт в июле — сентябре. Плодоносит с сентября.

## Значение и применение
Корни в Японии употребляются в пищу и используются с медицинскими целями. На Сахалине молодые побеги (Удо) используются в корейской кухне.
Эффектный декоративный многолетник для одиночных и групповых посадок.

## Классификация

### Представители
В рамках вида выделяют ряд разновидностей:
- Aralia cordata var. cordata
- Aralia cordata var. sachalinensis (Regel) Nakai

- Aralia schmidtii Pojark. — Аралия Шмидта

### Таксономия
Вид Аралия сердцевидная входит в род Аралия (Aralia) подсемейства Aralioideae семейства Аралиевые (Araliaceae) порядка Зонтикоцветные (Apiales).
|  |                                      |  |                                                             |                                                             |                     |  | ещё 8 семейств (согласно Системе APG II) | ещё 8 семейств (согласно Системе APG II) |                               |  |  |  | еще около 50 родов | еще около 50 родов      |  |  |
|  |                                      |  |                                                             |                                                             |                     |  | ещё 8 семейств (согласно Системе APG II) | ещё 8 семейств (согласно Системе APG II) |                               |  |  |  | еще около 50 родов | еще около 50 родов      |  |  |
|  |                                      |  |                                                             | порядок Зонтикоцветные                                      |                     |  |                                          |                                          | подсемейство Aralioideae      |  |  |  |                    | вид Аралия сердцевидная |  |  |
|  |                                      |  |                                                             | порядок Зонтикоцветные                                      |                     |  |                                          |                                          | подсемейство Aralioideae      |  |  |  |                    | вид Аралия сердцевидная |  |  |
|  | отдел Цветковые, или Покрытосеменные |  |                                                             |                                                             | семейство Аралиевые |  |                                          |                                          | род Аралия                    |  |  |  |                    |                         |  |  |
|  | отдел Цветковые, или Покрытосеменные |  |                                                             |                                                             |                     |  |                                          |                                          |                               |  |  |  |                    |                         |  |  |
|  |                                      |  | ещё 44 порядка цветковых растений (согласно Системе APG II) | ещё 44 порядка цветковых растений (согласно Системе APG II) |                     |  |                                          | подсемейство Hydrocotyloideae            | подсемейство Hydrocotyloideae |  |  |  | ещё около 70 видов |                         |  |  |
|  |                                      |  |                                                             | ещё 44 порядка цветковых растений (согласно Системе APG II) |                     |  |                                          |                                          | подсемейство Hydrocotyloideae |  |  |  |                    |                         |  |  |

### Синонимы
По данным The Plant List на 2013 год, в синонимику вида входят:
- Aralia edulis Siebold & Zucc.
- Aralia nudicaulis Blume, nom. illeg.
- Aralia nutans Franch. & Sav.
- Aralia taiwaniana Y.C.Liu & F.Y.Lu
- Dimorphanthus edulis (Siebold & Zucc.) Miq.